# Distretto di Kenora
Il distretto di Kenora è un distretto dell'Ontario in Canada, nella regione dell'Ontario nordoccidentale. Al 2006 contava una popolazione di 64.419 abitanti. Il suo capoluogo è Kenora.

## Suddivisioni

### Città
- Dryden
- Kenora

### Towns

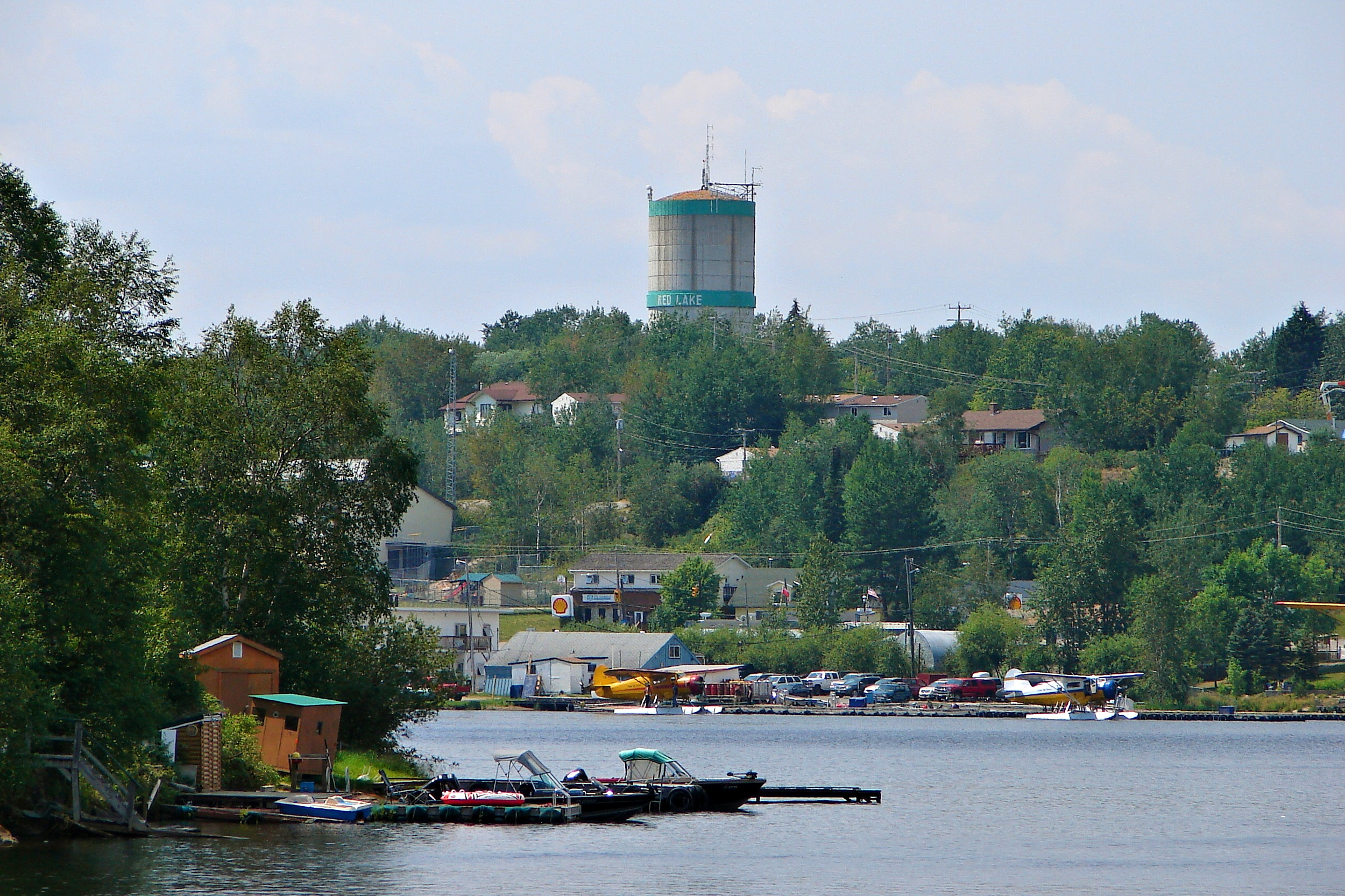
Red Lake, Ontario

- Red Lake
- Sioux Lookout

### Townships
- Ear Falls
- Ignace
- Machin
- Pickle Lake
- Sioux Narrows-Nestor Falls

### Riserva indiana
- Attawapiskat
- Bearskin Lake
- Cat Lake
- Deer Lake
- Eabametoong
- Eagle Lake 27
- English River 21
- Fort Albany 67 (part)
- Fort Severn 89
- Islington 29
- Kasabonika
- Keewaywin
- Kenora 38B
- Kingfisher Lake
- Kitchenuhmaykoosib Inninuwug
- Lac Seul
- Lake of the Woods 31G
- Lake of the Woods 37
- Marten Falls
- Mishkeegogamang
- Muskrat Dam Lake
- Neskantaga

- Northwest Angle 33
- North Spirit Lake
- Pikangikum
- Poplar Hill
- Rat Portage 38A
- Sabaskong Bay 35D
- Sachigo Lake
- Sandy Lake
- Shoal Lake 39A (part)
- Shoal Lake 40 (part)
- Shoal Lake 34B2
- The Dalles 38C
- Wabauskang 21
- Wabigoon Lake
- Wapekeka
- Wawakapewin
- Weagamow Lake 87
- Whitefish Bay 32A
- Whitefish Bay 33A
- Whitefish Bay 34A
- Wunnumin Lake

#### First Nations insediamenti
- Frenchman's Head
- Kejick Bay
- Lansdowne House
- MacDowell Lake
- Muskrat Dam
- Peawanuck
- Slate Falls
- Summer Beaver
- Webequie
- Whitefish Bay

### Aree non organizzate
- Kenora, Unorganized (compresi i servizi locali di Greater Oxdrift, Melgund, Minaki, Redditt, Round Lake, and Wabigoon)